# Georg Philipps
Johann Georg Philipps (* 12. September 1774; † 16. Mai 1861 in Ginsheim) war ein hessischer Gutsbesitzer und liberaler Politiker und Abgeordneter der 2. Kammer der Landstände des Großherzogtums Hessen.
Georg Philipps war der Sohn des Erbbeständers Johann Georg Philipps. Philipps, der evangelischen Glaubens war, war Erbbeständer in Ginsheim und heiratete Anna Barbara geborene Rauch († 1835).
Von 1834 bis 1834 gehörte er der Zweiten Kammer der Landstände an. Er wurde für den Wahlbezirk Starkenburg 2/Groß-Gerau gewählt. Er war Oberschultheiß in Ginsheim.